# Gondemaria
Gondemaria est une freguesia portugaise située dans le District de Santarém.
Avec une superficie de 7,79 km2 et une population de 1 280 habitants (2001), la paroisse possède une densité de 164,3 hab/km2.